# Rzopik

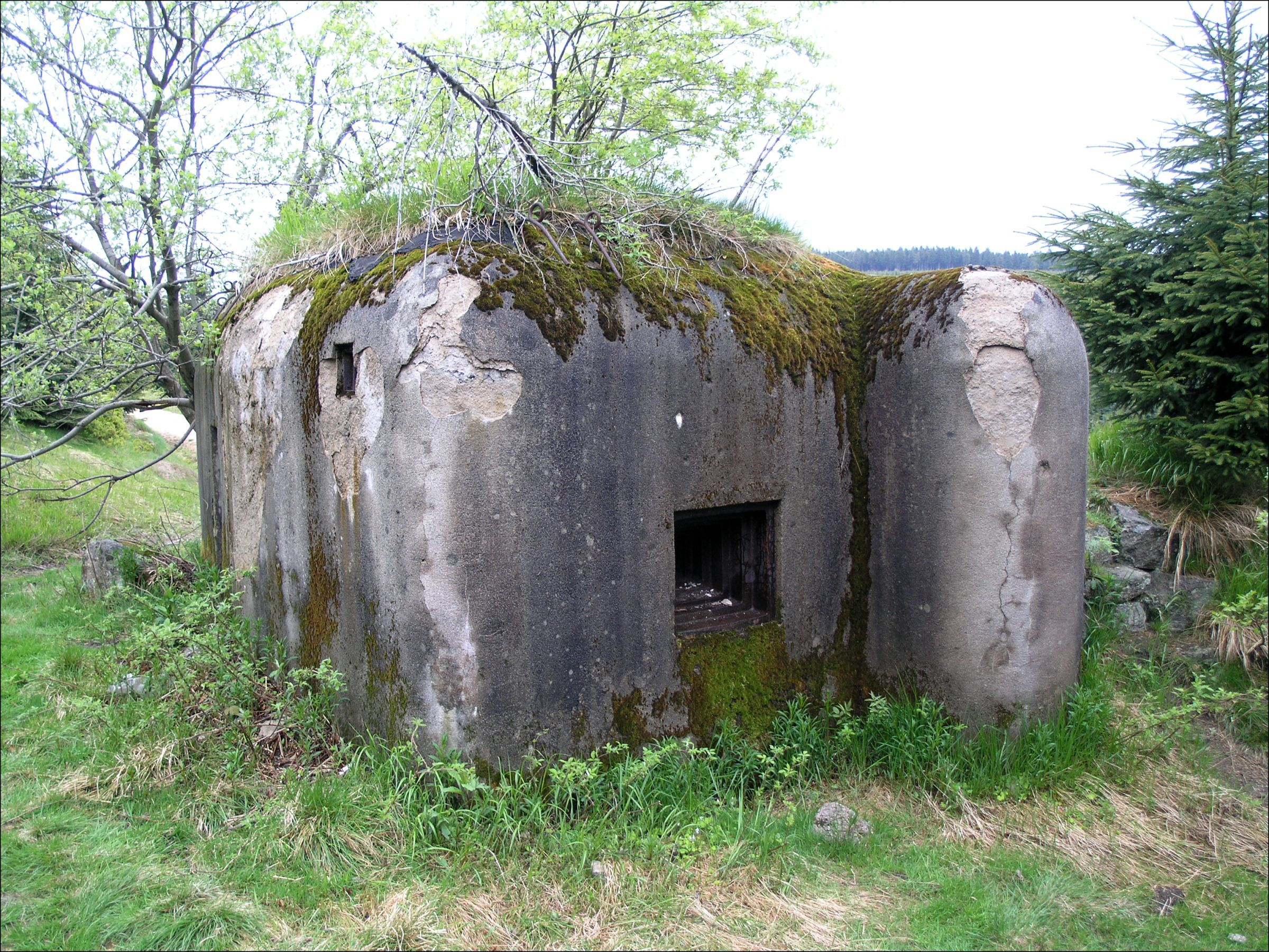
Schron wzór 37. Prace betoniarskie ukończone, obiekt bez zabezpieczającej ściany kamiennej i obsypania ziemią.

LO vz. 37 – lekki schron czechosłowacki przystosowany do prowadzenia ognia bocznego zwany popularnie rzopikiem (řopík, ŘOPík - zgodnie z Ředitelství obranných prací (ŘOP)). 
Obiekty vz.37 powstały na podstawie oryginalnej czechosłowackiej koncepcji. Były zminimalizowaną wersją ciężkich bunkrów TO. Od strony nieprzyjaciela była umieszczona gruba ściana szersza od samego schronu. Dzięki temu strzelnice umieszczone w ścianach bocznych były dobrze chronione przed ogniem z przedpola. Strzelnice składały się z metalowych pancerzy, dzięki czemu były znacznie wytrzymalsze. Do obrony bezpośredniej służyły wyrzutniki granatów. Bunkry budowano na przeciwstoku lub obudowywano murem kamiennym i obsypywano ziemią tworząc niewielkie wzniesienie.
Wybudowano łącznie ponad 9000 schronów wzór 37. Według planów do końca 1939 r. miało zostać wybudowanych łącznie 16000 rzopików. Nie zostały one wykorzystane, gdyż na mocy układ monachijskiego Czechosłowacja pozwoliła III Rzeszy na zajęcie Kraju Sudetów.

## Wersje
Rzopiki były budowane w kilku wersjach oznaczonych kolejnymi literami alfabetu A, B, C, D, E

### Typ A
Załogę schronu w wersji podstawowej A stanowiło 7 osób - dowódca, zastępca dowódcy, dwóch strzelców, dwóch amunicyjnych oraz łącznik. 
W zależności od przebiegu linii obrony osie strzelnic mogły się znajdować pod różnymi kątami – od 120 do 220 stopni. Odpowiednie odmiany były określone jako A-120, A-140, A-160, A-180, A-200, A-220. 
Rzopiki typu A były odporne na kilkukrotne trafienie pociskiem kalibru 105 mm. (Schrony wzmocnione budowane w szczególnie ważnych miejscach mogły wytrzymać kilkukrotne trafienie pociskiem kalibru 150 mm. Schrony osłabione były odporne na trafienia pociskami 75 mm)

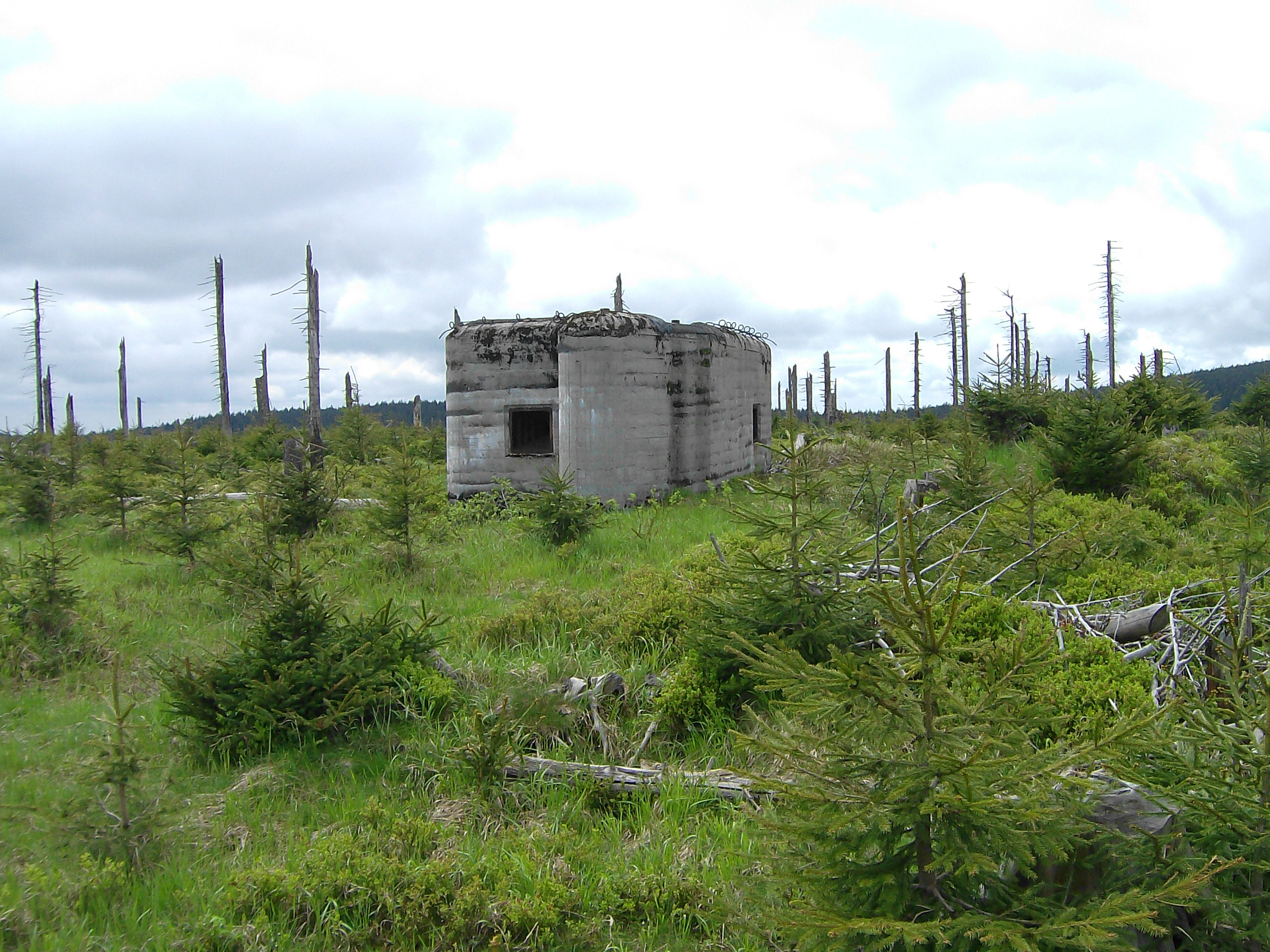
Ropik - Lekki obiekt wzór 37 - Typ B. Widać strzelnice boczną oraz strzelnice w ścianie głównej, do ognia na wprost

### Typ B
Obiekty typu B miały jedną strzelnicę do ognia bocznego (B1 - w prawo, B2 - w lewo) oraz jedną do ognia na wprost. Służyły głównie do blokowania dolin górskich lub ważnych dróg przecinających linie umocnień.

### Typ C
Typ C to proste gniazda karabinów maszynowych, pozbawione specjalnego wyposażenia. Używane wyjątkowo w trudnym terenie do zabezpieczania martwych pól ostrzału głównej linii obronnej.

### Typ D
Stanowił połówkę standardowego schronu typu A. Pozwalało to na budowanie ich na stromych stokach. Często budowane parami po obu stronach przełęczy. 

### Typ E
Schrony typu E posiadały jedną strzelnicą do ognia na wprost. Służyły do blokowania dróg wiodących od granicy w głąb terytorium Czechosłowacji.

### Typy F, G, H
Wersje rozwojowe schronów. Miały być wyposażone w działo przeciwpancerne 37 mm. Wybudowano jedynie 2 takie obiekty.